# Antipapa Adalberto
Adalberto, Alberto ou Alerico foi um cardeal italiano e bispo suburbicário de Santa Rufina eleito como antipapa em janeiro de 1101 pelo partido imperial em Roma, na sequência da detenção e prisão do Antipapa Teodorico.
Encorajado pelo Imperador Henrique IV, os seguidores do falecido antipapa Clemente III, que havia eleito Teodorico, reuniram-se na Basílica de SS. XII Apostoli para eleger Adalberto em oposição ao papa Pascoal II.
Traído por seu patrono, é arrastado até o seu rival, Pascoal II, que limitou-lo para o mosteiro de São Lourenço de Aversa, Campania, no sul da Itália. Ele permaneceu lá até o fim de seus dias.